# HD 40347
HD 40347，又名BD-01 1078，SAO 132700、HR 2097，是一颗恒星，视星等为6.22，位于銀經207.67，銀緯-12.29，其B1900.0坐标为赤經5h 53m 6.6s，赤緯-1° -12.29′ 14″。